# Cierpigórz (Siedlce)
Pour les articles homonymes, voir Cierpigórz.
Cierpigórz (prononciation : [t͡ɕerˈpiɡuʂ]) est un village polonais de la gmina de Przesmyki dans le powiat de Siedlce de la voïvodie de Mazovie dans le centre-est de la Pologne.
Il se situe à environ 4 kilomètres au sud de Przesmyki (siège de la gmina), 24 kilomètres à l'est de Siedlce (siège du powiat) et à 110 kilomètres à l'est de Varsovie (capitale de la Pologne).
Le village comptait approximativement une population de 98 habitants en 2010.

## Histoire
De 1975 à 1998, le village appartenait administrativement à la voïvodie de Siedlce.

Depuis 1999, il appartient administrativement à la voïvodie de Mazovie